# Artur de Sales Henriques
Artur de Sales Henriques GOA foi um administrador colonial português.

## Biografia
Capitão de Mar e Guerra.
Exerceu o cargo de encarregado do Governo da Colónia de Angola em 1926, tendo sido antecedido por Francisco da Cunha Rego Chaves e sucedido por António Vicente Ferreira.
A 5 de Outubro de 1931 foi feito Grande-Oficial da Ordem Militar de Avis.